# Team Roberts
Das Team Roberts, war ein US-amerikanischer Motorradsport-Rennstall, welches an der FIM-Motorrad-Weltmeisterschaft von 1984 bis 2007 in der MotoGP-Klasse teilnahm. Gründer, Namensgeber und Teamchef war der mehrfache Weltmeister Kenny Roberts senior.

## Statistik

### Weltmeister
- 1990 –  Wayne Rainey, 500-cm³-Weltmeister auf Yamaha
- 1990 –  John Kocinski, 250-cm³-Weltmeister auf Yamaha
- 1991 –  Wayne Rainey, 500-cm³-Weltmeister auf Yamaha
- 1992 –  Wayne Rainey, 500-cm³-Weltmeister auf Yamaha

### MotoGP-Team-WM-Ergebnisse
- 2002 – Siebter
- 2003 – Elfter
- 2004 – Elfter
- 2005 – Zwölfter
- 2006 – Sechster
- 2007 – Elfter

### Konstrukteurs-WM-Ergebnisse
- 2006 – Fünfter
- 2007 – Sechster

### Grand-Prix-Siege
| Saison | Klasse  | Rennen |
| ------ | ------- | --- |
| 1986   | 500 cm³ | Belgien |
| 1987   | 500 cm³ | Japan Frankreich San Marino                                                                                 |
| 1988   | 500 cm³ | Vereinigtes Konigreich                                                                                      |
| 1989   | 500 cm³ | Vereinigte Staaten Deutschland Niederlande                                                                  |
| 1989   | 250 cm³ | Japan Vereinigte Staaten                                                                                    |
| 1990   | 500 cm³ | Japan Vereinigte Staaten Italien Jugoslawien Sozialistische Föderative Republik Belgien Schweden Tschechien |
| 1990   | 250 cm³ | Vereinigte Staaten Spanien Italien Niederlande Belgien Ungarn Australien                                    |
| 1991   | 500 cm³ | Australien Vereinigte Staaten Europa Frankreich San Marino Tschechien Valencia                              |
| 1992   | 500 cm³ | Europa Frankreich Brasilien Sudafrika                                                                       |
| 1993   | 500 cm³ | Malaysia Japan Europa Vereinigtes Konigreich Tschechien                                                     |
| 1994   | 500 cm³ | Vereinigte Staaten Europa                                                                                   |
| 1995   | 500 cm³ | Tschechien                                                                                                  |
| 1996   | 500 cm³ | Japan |